# Étude op. 10, no 4 de Chopin

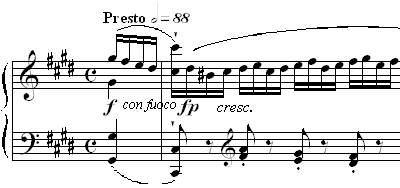
Incipit de l'étude.

L'Étude op. 10, no 4 de Chopin en do dièse mineur, connue sous le nom Le Torrent, est une étude pour piano composée par Frédéric Chopin en 1830. Elle a été publiée pour la première fois en 1833 en France, Allemagne et Angleterre comme quatrième pièce de ses Études, op. 10. Cette étude, un Presto con fuoco très rapide, comporte des doubles croches continues, en mode perpetuum mobile impliquant les deux mains.

## Structure et traits stylistiques

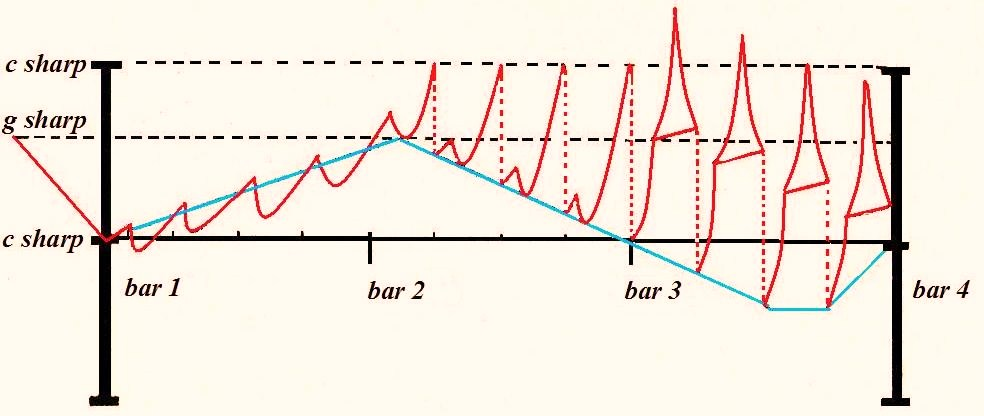
Graphique du motif de doubles-croches, bar (mesures) 1-4, d'après Hugo Leichtentritt

Comme toutes les autres études de Chopin, cette œuvre est de forme ternaire ABA, bien que la section B ne représente pas une section centrale contrastée et indépendante à la manière d'un trio. Toute la pièce est basée sur le même motif de doubles croches qui, à partir d'un premier accent sforzato fort, augmente rapidement son volume et sa portée jusqu'à se terminer brusquement par un sforzato. Le musicologue Hugo Leichtentritt (1874-1951) présente une courbe graphique qui illustre le caractère agressif du motif s'étendant de la seconde à la onzième en moins de trois mesures.

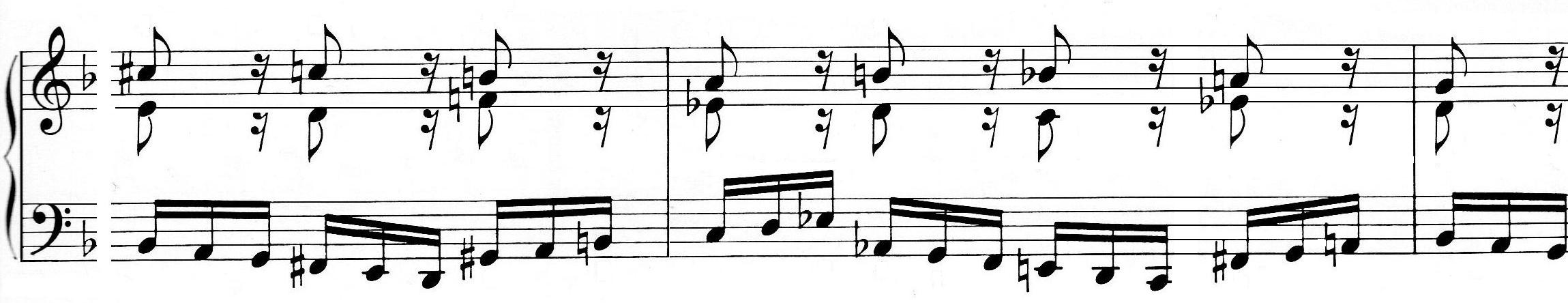
Extrait de la Suite anglaise no 6 (BWV 811) de Johann Sebastian Bach, Gigue (mesures 14-16)

Leichtentritt compare la manière dont le motif est développé, notamment les alternances de 4 mesures entre la main gauche et la main droite dans l'interprétation du thème, à certains préludes de Bach ou à la gigue de la Suite anglaise no 6 de J. S. Bach. Dans la section B, ces séquences alternées sont raccourcies à deux mesures et la fréquence des sforzati et des accents augmente.

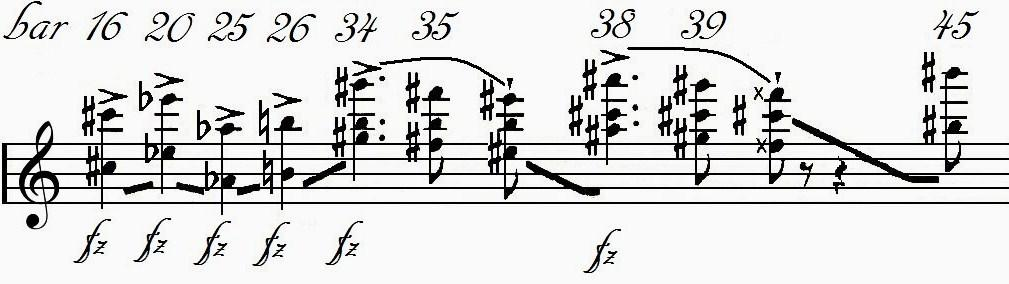
Ligne de contour des sforzati (mesures 16-45) d'après Leichtentritt

Leichtentritt estime qu'en tempo rapide, les sforzati des mesures 16-45 peuvent être perçus comme une ligne de contour cohérente. Encore une fois, comme dans l'opus 10, no 1, Chopin obtient de puissants effets sonores avec des arpèges en dixièmes sur des accords de septième diminuée. Après le point culminant, , con forza (45-47), un pont plus transparent mène au retour de la section A qui récapitule les deux premières périodes de huit mesures en prolongeant la cadence de quatre mesures supplémentaires, augmentant jusqu'à  et préparant la coda rageuse, con più fuoco possibile (aussi férocement que possible).

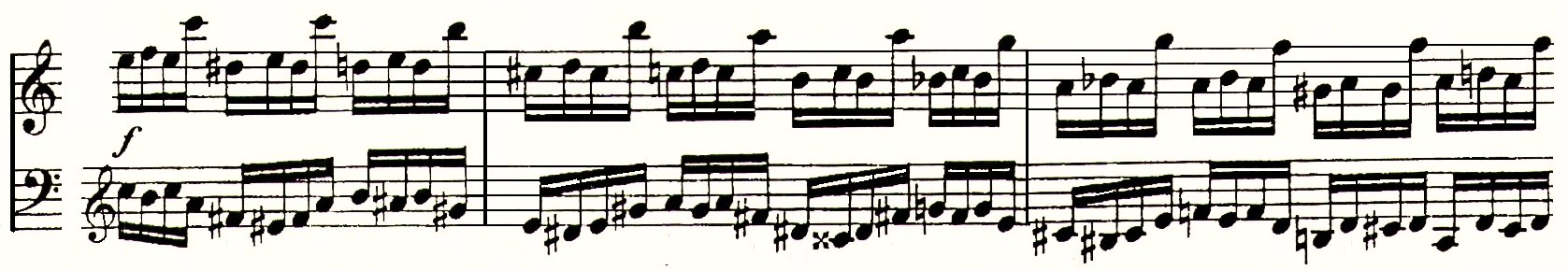
Extrait du Rondo du Concerto pour piano no 2 Op. 85 en la mineur de Johann Nepomuk Hummel (mesures 434 -436)

Simon Finlow, spécialiste de Chopin, observe qu'un passage très similaire se produit une décennie avant Chopin dans le rondo du Concerto pour piano no 2, op. 85, de Johann Nepomuk Hummel. Chez Hummel, cependant, la figure de double-croche est destinée à « décorer une séquence chromatique », tandis que chez Chopin, la figure « incarne une structure motivique qui imprègne toute la composition » et atteint une « apothéose dramatique » dans la coda. Un autre trait remarquable est le caractère optimiste du motif qui imprègne également l'ensemble de la pièce. Comme dans les deux premières études de l'opus 10, un autographe de la copie brute indique « alla breve », ce qui est confirmé par la note de métronome ( = 88) pour les demi-notes (plutôt que ( = 176)pour les noires).

## Caractère
Le critique musical américain James Huneker (1857-1921) estime que « malgré la couleur sombre de sa tonalité », cette étude « bouillonne de vie et fait jaillir des flammes ». Le pianiste et compositeur allemand Theodor Kullak (1818-1882) l'appelle une « étude de bravoure pour la vélocité et la légèreté dans les deux mains. Accentuation ardente ! ». Leichtentritt qualifie la pièce de « magnifique peinture sonore » [prachtvolles Tongemälde] et d'« expérience sonore élémentaire » [elementares Klangerlebnis] :

« [...] L'expression d'une rage féroce, presque sauvage, sans répit : L'image des vagues de l'océan déferlant sur une côte rocheuse, tonnant et écumant, leurs embruns éclaboussant vers le haut, léchant les rochers et retombant rapidement. [...] le jeu fascinant de la précipitation, du rugissement, du murmure, du grondement, de l'écoulement, de l'escalade, du saut, de l'écrasement, de la chute, tout cela sans un seul point de repos. [...] Mesure 27 : Les vagues en jeu semblent se reposer brièvement sur une terrasse rocheuse en saillie et courent un court instant dans la plaine (30-33), elles tombent pas à pas, soudain noyées par une nouvelle ruée tonitruante (33), qui dans sa chute précipitée se dissout en écume colorée (35, 36). [...] Mesures 41 - 44 : Un mouvement de haut en bas avec les deux mains ; en haut, une vague envoie son éclaboussement (44) et dans un puissant fracas (ff con fuoco), la vague s'effondre sur elle-même, s'écoulant dans la plaine (47-50), mais toujours, même dans le reflux, révélant sa puissance par des accords sforzato occasionnels de la main gauche. »

Robert Collet, spécialiste de Chopin, estime que l'étude « a plus qu'un soupçon de quelque chose d'élémentaire, de démoniaque et même de sinistre ». Le compositeur et éditeur italien Alfredo Casella (1883-1947) déclare : « Le morceau doit être terminé avec une impétuosité extrême et sans aucun relâchement, presque comme un corps lancé à grande vitesse [se précipitant soudainement] contre un obstacle inattendu. ».

## Difficultés techniques
Dans l'article de Robert Schumann de 1836 Neue Zeitschrift für Musik sur les études de piano, l'étude est classée dans la catégorie « vitesse et légèreté » [Schnelligkeit und Leichtigkeit]. Collet remarque que la procédure de transfert de la figuration en doubles croches d'une main à l'autre, courante chez Bach mais rare chez Chopin, « exige beaucoup de la main gauche. » Chopin [dans d'autres œuvres] traite rarement la main gauche « comme s'il s'agissait d'une deuxième main droite. ». La configuration en zigzag de la ligne de doubles croches de Chopin ne permet guère l'utilisation du doigté standard de la gamme mineure en Do♯ et invite les pianistes à utiliser leur pouce sur les touches noires, les traitant comme des touches blanches. Le résultat est une absence générale de croisements de doigts, ce qui facilite un tempo plus rapide. Le pianiste français Alfred Cortot (1877-1962) affirme que la principale difficulté à surmonter est « la régularité et la vivacité de l'attaque » et l'alternance [très rapide] des positions étroites et larges des mains. Ses exercices préliminaires commencent à traiter séparément les positions étroite et large.
De nombreuses éditions citent le pédalage, mais aucun n'apparaît dans les éditions originales,,, sauf dans les quatre dernières mesures (79-82).

## Arrangements
La version de Leopold Godowsky pour la main gauche seule dans ses 53 Études sur les Études de Chopin "conserve la plupart des éléments du modèle", mais présente un défi pour l'interprète qui tente de "conserver tout l'impact émotionnel de l'original".